# Google Wireless Transcoder
Google Wireless Transcoder (також відомий як Google Mobilizer) — безкоштовний онлайн-сервіс компанії Google, що адаптує вебсторінки в Інтернеті для перегляду на мобільних пристроях.

## Можливості
Сервіс являє собою адаптивний проксі-сервер, що зменшує вагу сторінки, при цьому втрачаються деякі функції оригінальної вебсторінки.
Реалізований у вигляді сторінки вебпроксі, а також функції «Mobile formatted», що присутня у результатах Пошуку Google. В результаті обробки сервером служби код сторінки адаптується для мобільного веббраузера, при цьому з неї вилучається код Javascript, реклама (включно з AdSense), IP-адреса користувача та user_agent його браузера. Користувач також може відключити завантаження зображень.
Мобільний застосунок Tablacus Browser має функцію перегляду сторінок із використанням Google Wireless Transcoder.

## Історія
Google Wireless Transcoder представлено 20 листопада 2006 року. До цього проект існував як мобільний застосунок Reqwireless WebViewer компанії канадської компанії Reqwireless Inc.
Google придбав компанію Reqwireless, що розробляла застосунки для перегляду e-mail та веб на мобільних телефонах, влітку 2005 року за неоголошену суму. Мобільний браузер Reqwireless WebViewer, що розповсюджувався для платформ Java ME, Palm OS (за умови встановленого середовища Java MIDP) та BlackBerry OS, працював аналогічно до Google Wireless Transcoder, а також мав функцію OCR. Станом на серпень 2005 року було припинено продаж ліцензій на програмне забезпечення Reqwireless.

## Виноски
1. 1 2  Ademar, Fredrik (21 грудня 2007). Boosting internet in mobile: the return of the browser proxies (mobile megatrend series). www.visionmobile.com. Visionmobile Ltd. Архів оригіналу за 30 листопада 2015. Процитовано 25 березня 2015. [Архівовано 30 листопада 2015 у Wayback Machine.](англ.)
2. 1 2  Markee, Casey (31 жовтня 2010). What is this “Google Wireless Transcoder” in my stats?. www.searchenginenews.com. Planet Ocean Communications, Inc. Архів оригіналу за 25 березня 2015. Процитовано 25 березня 2015.(англ.)
3. ↑  Trapani, Gina (16 січня 2006). Google Mobilizer makes any web page mobile-friendly. lifehacker.com. Kinja Kft. Архів оригіналу за 17 березня 2015. Процитовано 25 березня 2015.(англ.)
4. ↑  Gaku. Tablacus Browser is a Web browser for Smartphone. Архів оригіналу за 29 березня 2015. Процитовано 25 березня 2015.(англ.)
5. ↑  T.V. Raman (20 листопада 2006). Viewing the web through a mobile lens. Official Google Blog (googleblog.blogspot.com). Архів оригіналу за 21 березня 2015. Процитовано 25 березня 2015.(англ.)
6. ↑  Google Search and The Transcoder. Softpedia News Center (news.softpedia.com). SoftNews NET SRL. 21 листопада 2006. Архів оригіналу за 25 березня 2015. Процитовано 25 березня 2015. [Архівовано 25 березня 2015 у Wayback Machine.](англ.)
7. 1 2  Vance, Ashlee (10 січня 2006). Google turning Canada into mobile software mecca. theregister.co.uk. Situation Publishing Limited. Архів оригіналу за 3 жовтня 2015. Процитовано 25 березня 2015.(англ.)
8. 1 2  Support F.A.Q. www.reqwireless.com. Reqwireless Inc. серпень 2005. Архів оригіналу за 23 серпня 2005. Процитовано 25 березня 2015. {{cite web}}: Недійсний |deadurl=Yes (довідка) [Архівовано 25 серпня 2005 у Wayback Machine.](англ.)